# Liste der Gedenktafeln in Berlin-Falkenberg
Die Liste der Gedenktafeln in Berlin-Falkenberg enthält die Namen, Standorte und, soweit bekannt, das Datum der Enthüllung von Gedenktafeln.
Die Liste ist nicht vollständig.

## Falkenberg
| Bild | Name                                     | Standort        | Datum der Enthüllung |
| ---- | ---------------------------------------- | --------------- | -------------------- |
|      | Dorfkirche Falkenberg                    | Dorfstraße 39 A |                      |
|      | Tierschutzverein für Berlin und Umgebung | Hausvaterweg 39 |                      |